# Egipskoarabska Wikipedia
Wikipedia w egipskim dialekcie języka arabskiego (egi-ar. ويكيبيديا مصرى) – arabskojęzyczna wersja Wikipedii w dialekcie egipskim. Jest to pierwsza specjalna odmiana arabskiej Wikipedii. Artykuły są pisane głównie w alfabecie arabskim, lecz zdarzają się również teksty w alfabecie łacińskim.

## Historia
Propozycja powstania Wikipedii egipskoarabskiej powstała 30 marca 2008 dzięki użytkownikowi pod nazwą Ghaly. 2 kwietnia 2008 wersja ta rozpoczęła działalność jako projekt Wikimedia Foundation.
Wniosek o stworzenie Wikipedii egipskoarabskiej został przyjęty w lipcu 2008, podczas pierwszego dnia Wikimanii 2008 w Aleksandrii. 24 listopada 2008 oficjalnie wszystkie artykuły, kategorie, szablony itp., które zostały stworzone pod projektem, zostały przeniesione do nowej domeny.

## Okoliczności powstania
Idea stworzenia odrębnej Wikipedii opierała się na stworzeniu internetowej encyklopedii, z której mieszkańcy Egiptu mogliby korzystać bez konieczności odbiegania od swojego własnego dialektu, używanego przez nich w codziennym życiu, a na arabskiej Wikipedii było wielu wikipedystów z Egiptu. Poza tym to mogło zachęcić Egipcjan do współtworzenia projektu jakim jest Wikipedia.

## Reakcja
Projekt stworzenia lokalnej Wikipedii był nawet dla samych Egipcjan kontrowersyjny. Zwolennicy wskazywali na liczbę Wikipedii stworzonych w regionalnych językach (np. wersja szkocka), a przeciwnicy twierdzili że stworzenie egipskiej Wikipedii mógłby być odebrane jako atak na język arabski oraz że to jest tylko dialekt. Mimo to jedyną dyskusją na temat powstania tej wersji była tylko na meta.wikimedia.

### Wsparcie
Cały projekt stworzenia odrębnej Wikipedii był wspierany przez wielu użytkowników i zyskał aprobatę komisji językowej na Wikimedia. Wikipedia egipskoarabska ma stałych użytkowników, co doprowadziło do wzrostu liczby artykułów.

### Sprzeciw
Sprzeciw wobec tej wersji był widoczny głównie na etapie wniosku. Protest był kontynuowany na Facebooku. Niektóre z innych kampanii zachęcają do niszczenia Wikipedii egipskoarabskiej. Głównym argumentem przeciw jest to, że nie ma aktualnie języka egipskiego, a jest jedynie dialekt, co sugeruje że wysiłek poświęcony na tworzenie Wikipedii powinien być skupiony na arabską Wikipedię. Jednak skuteczność tych kampanii jest znikoma, artykuły tej wersji Wikipedii są nadal rozwijane a ilość użytkowników rośnie.